# The Locked Door
The Locked Door és una pel·lícula pre-codi dirigida per George Fitzmaurice, i protagonitzada per Rod La Rocque, Barbara Stanwyck, William "Stage" Boyd i Betty Bronson. Basada en l’obra teatral “The Sign on the Door” de Channing Pollock, que ja havia estat adaptada al cinema el 1921 amb el títol homònim a l’obra teatral, es va estrenar el 16 de novembre de 1929. Va ser la primera interpretació sonora de Barbara Stanwyck.

## Argument
Ann Carter, una jove inexperta, accepta una invitació a sopar del fill del seu cap, en Frank Devereaux. La cita resulta ser molt diferent del que ella esperava ja que es produeix a bord d'un "vaixell de rom", és a dir, un vaixell que navega més enllà del límit de les 12 milles per eludir les restriccions de la Llei Seca. Pitjor encara, en Frank resulta ser un canalla. Quan ella intenta marxar, ell tanca la porta amb clau i intenta violar-la i li estripa una màniga del vestit. En aquell moment, com que el vaixell s'ha mogut cap a aigües nord-americanes, es produeix una batuda policial que deté tothom i que impedeix que Frank pugui anar més enllà. Un fotògraf fa una foto dels dos detinguts però en Frank la compra.
Divuit mesos després, Ann està feliçment casada amb el ric Lawrence Reagan. Estan a punt de celebrar el seu primer aniversari de noces quan en Frank apareix de nou com a xicot de Helen, la seva ingènua cunyada. Lawrence sap que en Frank té una aventura amb la dona d'un dels seus amics. Tot i els advertiments d’Ann i Lawrence sobre la dolenteria de Frank, Helen no els creu.
Ann va a l'apartament per evitar que Frank s'aprofiti d'Helen. Lawrence apareix inesperadament i ella s’amaga. Ell adverteix Frank que ha de marxar de la ciutat abans que el seu amic l'atrapi i li dispari. Frank ja havia planejat marxar, però quan Lawrence declara que té la intenció de donar-li una lliçó, Frank treu una pistola i acaba rebent un tret en la baralla. Lawrence marxa sense ser vist, sense saber que la seva dona ho ha sentit tot. Per protegir el seu marit, Ann truca a la centraleta i recrea l’agressió anterior, i acaba disparant dos trets. Quan arriba la policia, el fiscal aviat veu llacunes en la seva història. A més, es descobreix la fotografia, cosa que proporciona un motiu per a l'assassinat. Tanmateix, Frank viu prou temps per explicar què va passar, exonerant tant Ann com Lawrence.  